# Saratoga (pel·lícula)
|  | Per a altres significats, vegeu «Saratoga». |

 Saratoga és una pel·lícula estatunidenca dirigida per Jack Conway el 1937.
És una pel·lícula rodada al voltant de la Cursa de Saratoga, una cèlebre carrera de cavalls que té lloc a Saratoga Springs. És l'última pel·lícula d'Harlow, que mor poc abans del final del rodatge. Es va contractar llavors una doble, filmada d'esquena per lligar el rodatge.

## Argument
Duc Bradley (Clark Gable) agafa el semental de l'avi Clayton (Lionel Barrymore). Carol Clayton (Jean Harlow) el truca des d'Anglaterra dient-li que es casarà amb Hartley Madison (Walter Pidgeon). Duke li explica al seu pare, Frank Clayton (Jonathan Hale), i a l'avi. Sense un duro, Frank ofereix Duke les accions de l'explotació familiar per pagar els seus deutes de joc. A les carreres, Duke es troba amb Hartley i Carol. Duke saluda Fritzi (Una Merkel) amb un petó. Durant una carrera, Frank té un atac i mor.
Carol demana Duke que li vengui la granja, però Duke li assegura que ell no executarà la hipoteca de l'avi. Es barallen sobre el seu matrimoni per diners. Fritzi li diu a Duke que el seu marit Jesse Kiffmeyer (Frank Morgan) és al·lèrgic als cavalls. Quan Jesse esternuda durant una subhasta, Duke ho considera una oferta, i Jesse acaba comprant un cavall que volia Fritzi. L'avi li diu a Duke que Carol ven el seu cavall, Moonray; Carol li diu a Duke que necessita diners per pagar-lo. Duke ofereix a Hartley fins a 14.000 dòlars però s'atura abans que Carol el deixi guanyar. Hartley demana a l'avi per entrenar Moonray.
Carol estudia els cavalls i ha guanyat diners de Duke. Tip O'Brien (Cliff Edwards) canta "The Horse With the Dreamy Eyes" amb Fritzi, Duke, i Rosetta (Hattie McDaniel), la criada de Carol. Carol és amistosa amb Duke fins que li demana que aconsegueixi que Hartley aposti. Duke visita Hartley i li diu que és per ajudar els nervis de Carol. Hartley truca el Dr. Bierd (George Zucco), que diu que Carol és emocional i s'haurà de casar aviat o no veure Hartley. Duke aconsegueix que Hartley aposti i guanya 6.000 dòlars.

## Repartiment
- Bert Roach: Passatger del tren
- Clark Gable: Duke Bradley
- Cliff Edwards: Tip O'Brien
- Frank Morgan: Jesse Kiffmeyer
- Frankie Darro: el joquei Dixie Gordon
- George Zucco: Dr. Harmsworth Beard
- Hattie McDaniel: Rosetta Washington
- Henry Stone: el joquei Hand-Riding Hurley
- Jonathan Hale: Frank Clayton
- Jean Harlow: Carol Clayton
- Lionel Barrymore: Avi Clayton
- Margaret Hamilton: Maizie
- Robert E. Hopkins
- Una Merkel: Fritzi Kiffmeyer
- Walter Pidgeon: Hartley Madison